# 河西立雄
河西 立雄（かわにし たつお、1959年 - ）は、日本の建築家、美術家。京都府立大学教授。

## 来歴
大阪府に生まれる。1983年に京都工芸繊維大学を卒業後、1987年に筑波大学大学院を修了し、芸術学の修士号を取得した。修士号取得と同年に筑波大学芸術学系準研究員となる。1990年にVOICE OF ARCHITECTUREを設立し、同年より京都府立大学講師となる（のち教授）。
建築家、美術家として活動のほぼすべてを個人でおこなう。代表作は「静かな家」、「音とサクラの家」。計画案として「厚い壁の家」がある。環境芸術作品がパーマネントコレクションとして成城大学図書館、大阪市立総合医療センター、碧南市民図書館に設置されている。
大学での講義内での女尊男卑が激しく、男子生徒からの評判が悪い。

## 著書・作品掲載
- 『VOICE OF ARCHITECTURE  TATSUO KAWANISHI』（西武百貨店 アルテクト・エイシス）
- 『年鑑日本のタイポディレクション1991』（講談社）
- 『Contemporary Artists in Japan 133』（日本演出）
- 『未来への構築 方法/目的/行為をめぐる７つのポリローグ』（デルファイ研究所）
- 『現代美術事典90s』（水戸芸術館）
- 『建築マップ京都』（TOTO出版）
- 『The Phaidon Atlas of Contemporary World Architecture』（Phaidon Press）
- 『house 22  TATSUO KAWANISHI』（SOLAデザインセンター）
- 『Gate/Barn/Yard  TATSUO KAWANISHI』（SOLAデザインセンター）

## 作品
- 「フェリーニのパノラマ」デザインフォーラム
- 「成城大学図書館」日本図書館協会建築賞
- 「West Wall / East Wall」デザインフォーラム 金賞
- 「1000のボタン」JIAオープンデザイン 銀賞
- 「West Wall / East Wall plus」奈良/TOTO世界建築トリエンナーレ １席
- 「厚い壁の家」SDレビュー
- 「碧南市民図書館」日本図書館協会建築賞・愛知まちなみ建築賞
- 「Counting 100」川崎製鉄デザイン グランプリ
- 「Aerial Forest 高速道路エリアの都市施設計画」国際パブリックデザインフェアNAGOYA 金賞
- 「静かな家」ar+d Architecture Award（英国）・American Wood Design Awards（米国）
- 「音とサクラの家」グッドデザイン賞・京都デザイン賞
- 「Gate/Barn/Yard」グッドデザイン賞・京都デザイン賞
- 「SOLA」国際家具デザインフェア旭川
- 「サファリ」京都デザイン賞